# Anders Lassfolk
Anders Lassfolk, född 29 augusti 1876 i Purmo, död 2 januari 1954 i Jakobstad, var en finländsk spetsmakare.
Lassfolk startade 1911 Finlands första spets- och bandfabrik i Jakobstad. Den startade med två spetsmaskiner, vilket med tiden blev drygt hundra, tack vare den expanderande marknaden. I början av 1950-talet arbetade över 150 personer på fabriken, som nedlades i början av 1990-talet. Han var politiskt aktiv och medlem av Jakobstads stadsfullmäktige från 1914 fram till sin död.